# Aaron Clapham
Aaron Clapham (15 de enero de 1987 en Christchurch) es un futbolista neozelandés que juega como mediocampista en el Team Wellington.

## Carrera
En 2007 debutó jugando para los Louisville Cardinals. En 2009 regresó a Oceanía para jugar en el Dandenong Thunder australiano y rápidamente llamó la atención del Canterbury United, que lo contrató. Actualmente es el capitán de la franquicia. En 2011 estuvo a préstamo en el Wellington Phoenix como reemplazo por una lesión y en 2013, durante el receso de temporada de la liga neozelandesa, en el APIA Leichhardt Tigers.
En 2018 llegó al equipo de Team Wellington que venía de ser campeón de la OFC Champions League donde rápidamente se consagró como titular en el equipo, disputando varios partidos en la ASB Premiership y disputó la Copa Mundial de Clubes de la FIFA 2018, donde le anotó un histórico gol al Al Ain FC de Emiratos Árabes Unidos al minuto 15 del encuentro colocando el 0-2 parcial, que posteriormente fue victoria para el conjunto local por penaltis 4-3, después de empatar 3-3 en el tiempo reglamentario.

### Clubes
| Club                            | País           | Año         | Partidos | Goles |
| ------------------------------- | -------------- | ----------- | -------- | ----- |
| Louisville Cardinals            | Estados Unidos | 2007 - 2009 |          |       |
| Dandenong Thunder               | Australia      | 2009        |          |       |
| Canterbury United               | Nueva Zelanda  | 2009 - 2017 | 118      | 62    |
| Wellington Phoenix (a préstamo) | Nueva Zelanda  | 2011        | 0        | 0     |
| Team Wellington                 | Nueva Zelanda  | 2018        | 20       | 7     |

### Selección nacional
Fue convocado a la Copa Mundial de 2010, en donde no logró sumar ningún minuto. Aunque su debut se dio el 9 de octubre de ese año ante Honduras. Logró el tercer puesto de la Copa de las Naciones de la OFC 2012 con los All Whites.

#### Partidos y goles internacionales
| Partidos y goles internacionales | Partidos y goles internacionales | Partidos y goles internacionales   | Partidos y goles internacionales | Partidos y goles internacionales | Partidos y goles internacionales           | Partidos y goles internacionales |
| #                                | Fecha                            | Estadio                            | Rival                            | Resultado                        | Competición                                | Gol(es)                          |
| -------------------------------- | -------------------------------- | ---------------------------------- | -------------------------------- | -------------------------------- | ------------------------------------------ | -------------------------------- |
| 2010                             |                                  |                                    |                                  |                                  |                                            |                                  |
| 1                                | 9 de octubre                     | Estadio North Harbour, Auckland    | Honduras                         | 1 – 1                            | Amistoso                                   |                                  |
| 2                                | 12 de octubre                    | Westpac Stadium, Wellington        | Paraguay                         | 0 – 2                            | Amistoso                                   |                                  |
| 2011                             |                                  |                                    |                                  |                                  |                                            |                                  |
| 3                                | 25 de marzo                      | Estadio Wuhan Sports Center, Wuhan | China                            | 1 – 1                            | Amistoso                                   |                                  |
| 4                                | 1 de junio                       | Invesco Field at Mile High, Denver | México                           | 0 – 3                            | Amistoso                                   |                                  |
| 5                                | 5 de junio                       | Adelaide Oval, Adelaida            | Australia                        | 0 – 3                            | Amistoso                                   |                                  |
| 2012                             |                                  |                                    |                                  |                                  |                                            |                                  |
| 6                                | 26 de mayo                       | Estadio Cotton Bowl, Dallas        | Honduras                         | 1 – 0                            | Amistoso                                   |                                  |
| 7                                | 4 de junio                       | Estadio Lawson Tama, Honiara       | Papúa Nueva Guinea               | 2 – 1                            | Copa de las Naciones de la OFC 2012        |                                  |
| 8                                | 6 de junio                       | Estadio Lawson Tama, Honiara       | Islas Salomón                    | 1 – 1                            | Copa de las Naciones de la OFC 2012        |                                  |
| 9                                | 10 de junio                      | Estadio Lawson Tama, Honiara       | Islas Salomón                    | 4 – 3                            | Copa de las Naciones de la OFC 2012        |                                  |
| 2013                             |                                  |                                    |                                  |                                  |                                            |                                  |
| 10                               | 26 de marzo                      | Estadio Lawson Tama, Honiara       | Islas Salomón                    | 2 – 0                            | Clasificación para la Copa Mundial de 2014 |                                  |
| 11                               | 5 de septiembre                  | Estadio Rey Fahd, Riad             | Arabia Saudita                   | 1 – 0                            | OSN Cup 2013                               |                                  |
| 12                               | 9 de septiembre                  | Estadio Rey Fahd, Riad             | Emiratos Árabes Unidos           | 0 – 2                            | OSN Cup 2013                               |                                  |
| 13                               | 15 de octubre                    | Hasely Crawford, Puerto España     | Trinidad y Tobago                | 0 – 0                            | Amistoso                                   |                                  |